# Almogrote

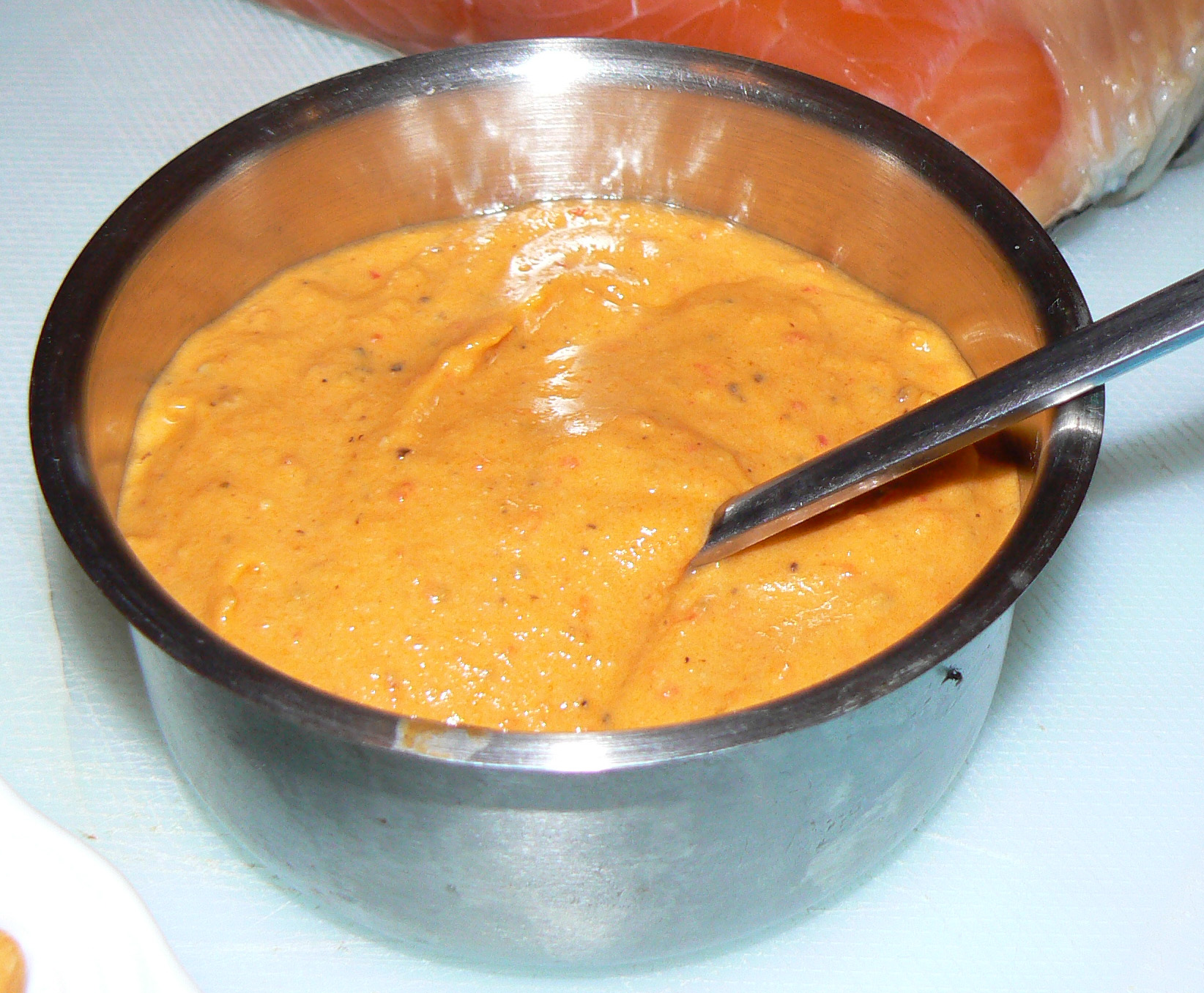
Almogrote.

El almogrote es un mojo con textura de paté, elaborado a base de queso añejo, típico de La Gomera (Islas Canarias), muy sabroso y ligeramente picante. Se trata de uno de los exponentes gastronómicos más característicos de esta isla canaria, que nace en la más remota historia isleña, como una fórmula de combinación de dos elementos básicos de la dieta local, como son, el queso curado de cabra y el mojo picón, utilizado para untar pan o papas. Tiene su origen en una receta medieval española llamada almodrote.

## Características
Para obtenerlo es preciso rallar fino queso muy curado (particularmente el queso de cabra duro gomero) y mezclarlo con pimienta roja picona o pimienta palmera (denominación que se da en Canarias a un tipo de pimiento alargado y picante), ajo y aceite de oliva (virgen extra) al gusto. Todo se revuelve hasta que adquiere la densidad adecuada (dependiendo de la cantidad de aceite utilizado).
El producto final es una pasta de consistencia más o menos espesa, tipo paté, de color naranja pálido y de sabor intenso, a queso de cabra con un toque más o menos picante.